# Tragedia della galleria delle Grazie

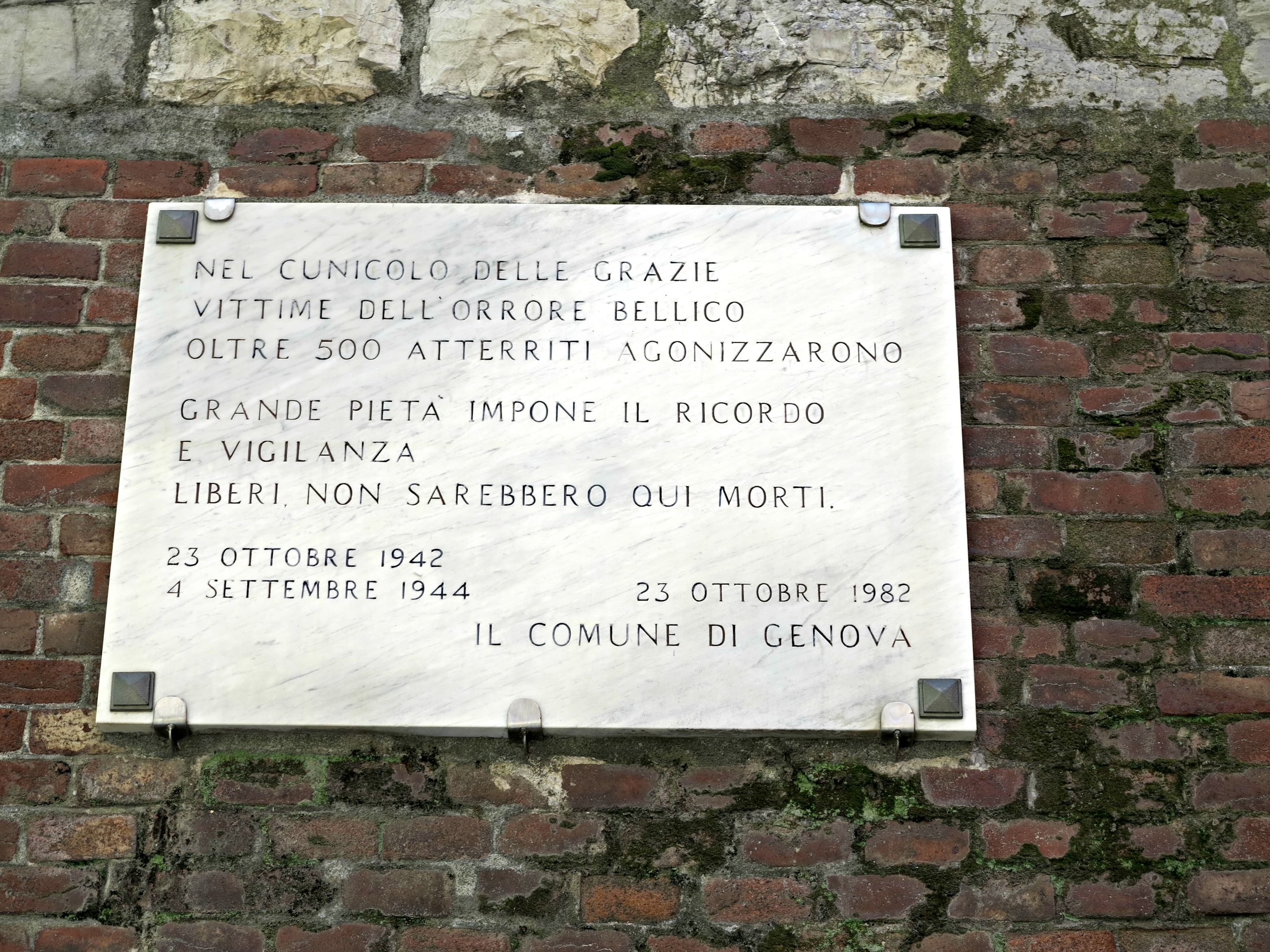
Una delle targhe commemorative di Porta Soprana

Con il nome di tragedia della galleria delle Grazie si ricorda la tragica morte di 354 persone avvenuta a Genova nella notte del 23 ottobre 1942.

## La galleria
Tra il 1910 e il 1922 vennero costruite nel sottosuolo di Genova due gallerie, dette delle Grazie o di Carignano, per collegare più agevolmente il porto con le stazioni ferroviarie di Piazza Principe e di Genova Brignole. Tali gallerie iniziavano con un unico tunnel che partiva in corrispondenza della Calata delle Grazie, non lontano dalla collina di Carignano, e che nei pressi di Piazza De Ferrari si divideva in due rami a binario unico. Entrambi i rami confluivano nella galleria Traversata (ora Traversata vecchia), che collega le due stazioni: quello occidentale in direzione della stazione Principe, quello orientale in direzione della stazione Brignole.
Queste gallerie vennero dismesse in seguito all'apertura, a monte ed in aggiunta a quello precedente, di un nuovo tunnel a doppio binario (la galleria Traversata nuova) che collegava le stazioni di Brignole e Piazza Principe, iniziato nel 1939, e durante la seconda guerra mondiale vennero utilizzate come rifugio per la popolazione durante i bombardamenti. L'ingresso del rifugio delle Grazie si trovava nei pressi di Porta Soprana ed era considerato pericoloso dal momento che per accedervi bisognava scendere una ripida scalinata di 150 gradini.

## La tragedia del 23 ottobre 1942

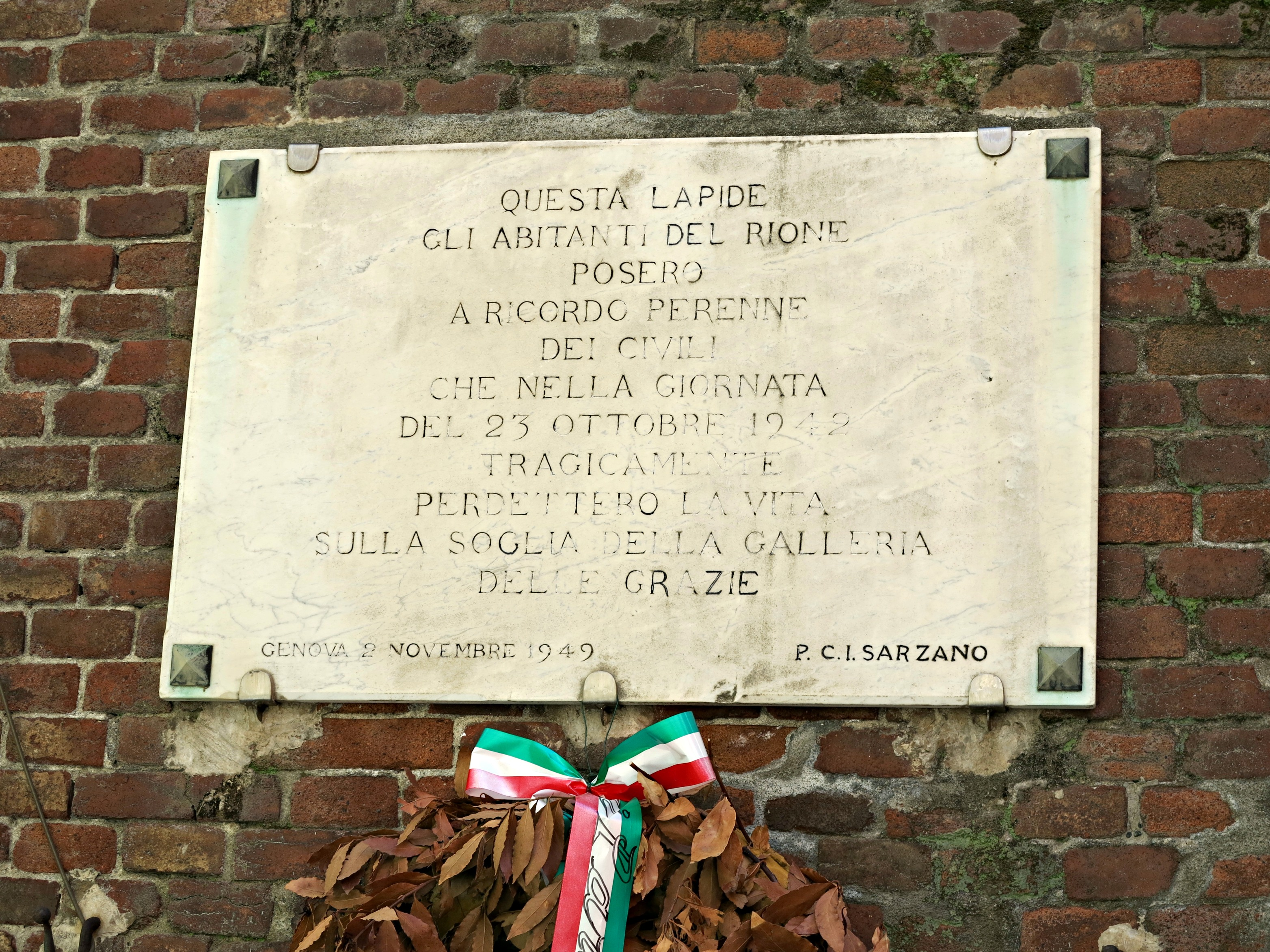
La targa commemorativa posta a Porta Soprana nel 1949

La notte del 22 ottobre i bombardieri britannici avevano sorvolato la città sganciando diverse decine di tonnellate di bombe, così quando la sera successiva suonò di nuovo l'allarme antiaereo migliaia di persone si precipitarono verso il rifugio. Nella calca che ne derivò alcuni scivolarono lungo i gradini e vennero travolti da chi li seguiva bloccando il passaggio, mentre centinaia di persone dietro di loro continuavano a spingere in preda al panico per cercare di entrare nel rifugio, schiacciandosi e soffocandosi a vicenda.
Tra i presenti vi era anche Girolamo Quaglia, ex lottatore olimpionico che al tempo lavorava in porto, che raccontò di essersi salvato solo perché aveva sul braccio un soprabito che gli fece da cuscino proteggendo il torace, mentre in una intervista del 2012 il cardinale Angelo Bagnasco raccontò che i suoi genitori si erano diretti verso la galleria ma sua madre, all'epoca incinta, si spaventò per l'eccessiva folla e cambiarono idea all'ultimo momento, rifugiandosi invece nel vicino cinema Grattacielo.
Secondo i resoconti ufficiali 354 persone morirono schiacciate nella calca, ma secondo alcuni le vittime furono invece oltre 500; i corpi estratti dalla galleria furono allineati nei pressi della Banca d'Italia. Dopo la guerra l'accesso alla galleria venne murato e il tunnel abbandonato fino alla costruzione della metropolitana, che nel tratto tra San Giorgio e De Ferrari ha ripreso il tracciato della vecchia galleria. A Porta Soprana, dove si trovava l'ingresso del rifugio, sono state posizionate alcune targhe commemorative a ricordo della tragedia, ed ogni anno si tiene presso la vicina chiesa di San Donato una messa commemorativa.